# Турка (гміна)
Ґміна Турка — колишня (1934–1939 рр.) сільська ґміна Турківського повіту Львівського воєводства Польської республіки. Центром ґміни було місто Турка.
Ґміну Турка було утворено 1 серпня 1934 р. у межах адміністративної реформи в ІІ Речі Посполитій із дотогочасних сільських ґмін: Ільник, Яблінка Нижня, Яблінка Вижня, Явора, Лосинець, Мельничне, Присліп, Радич, Шум'яч, Вовче.
Гміна ліквідована в 1940 р. у зв’язку з утворенням Турківського району.